# Florbalista sezony
Florbalista sezony (Ceny Českého florbalu) je anketa pořádaná hnutím Český florbal, v níž o nejlepších hráčích, trenérech a dalších oceněných hlasují hráči, trenéři, odborníci, novináři a veřejnost.
O oceněních v kategoriích Florbalista a Florbalistka, Brankář a Brankářka, Junior a Juniorka, Trenér/ka mužského celku a Trenér/ka ženského celku a Rozhodčí rozhodují dvoukolově kapitáni týmů nejvyšších soutěží, trenéři reprezentace, vrcholových soutěží i vybraných soutěží mládeže, florbaloví odborníci, a další florbalové osobnosti a sportovní novináři. Nejužitečnější hráčku a hráče (MVP) vybírají hráči Superligy florbalu a Extraligy žen. Veřejnost volí Hvězdu sezony.
Nejvíce ocenění pro nejlepšího florbalistu získali Matěj Jendrišák a Eliška Krupnová (oba po osmi). Mezi brankáři to byli Tomáš Kafka a Jana Christianová (oba po deseti). Rozhodcovská dvojice Petr Černý a Jiří Janoušek zvítězila šestnáctkrát.

## Historie ankety
Anketa se pořádá od roku 2001. V prvních ročnících se na konci roku vyhlašovali ocenění za končící kalendářní rok (Florbalista roku). Od let 2006/2007 se na konci sezony vyhlašují ocenění za končící sezonu.

## Výsledky ankety

### Florbalista sezony

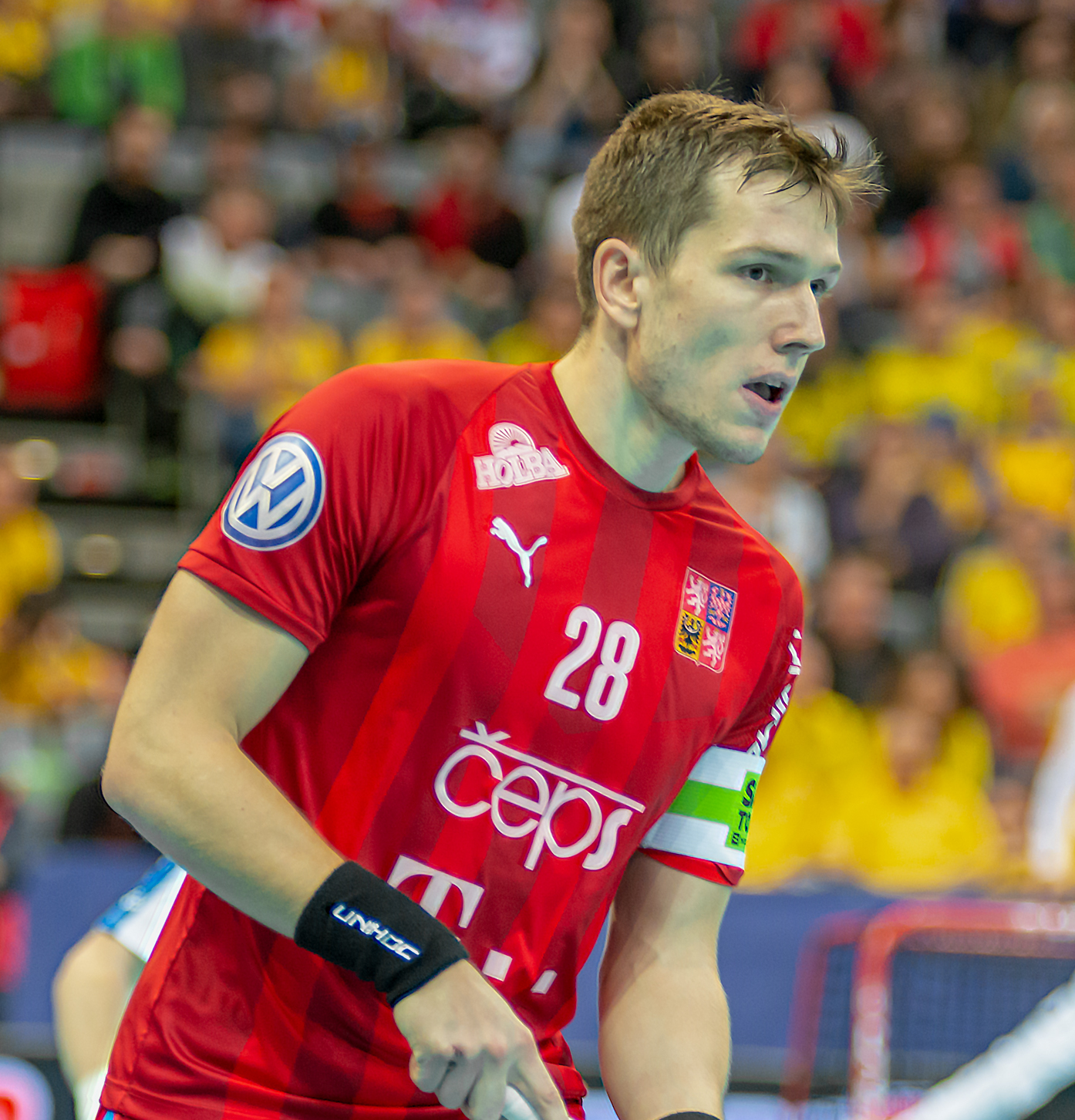
Osminásobný vítěz ankety Matěj Jendrišák

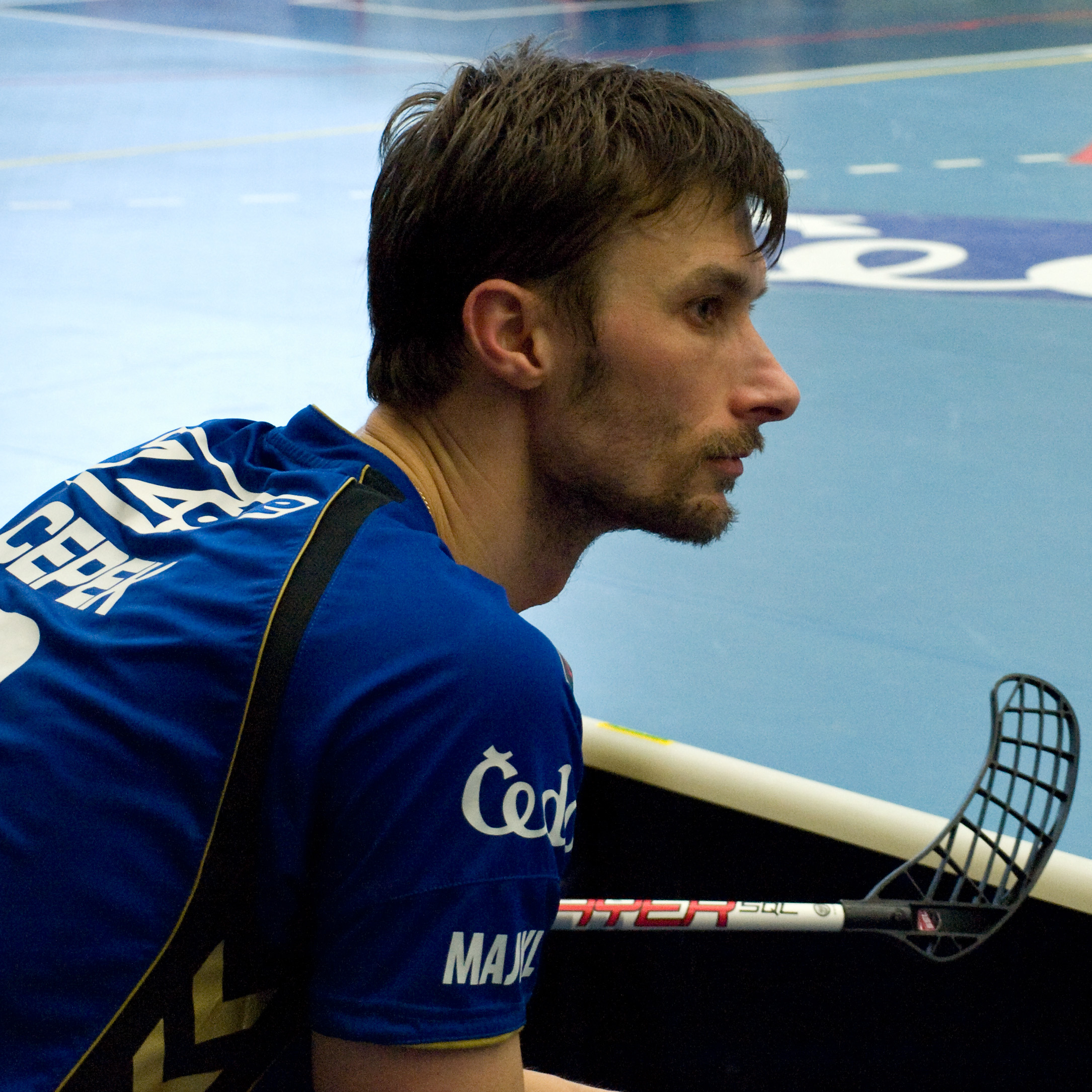
Trojnásobný vítěz ankety Radim Cepek

- 2001 – Radim Cepek (Tatran Střešovice)[8]
- 2002 – Radim Cepek (Tatran Střešovice, HC Rychenberg Winterthur)[9]
- 2003 – Radim Cepek (HC Rychenberg Winterthur)[8]
- 2004 – Martin Ostřanský (FBC Ostrava)[8]
- 2005 – Martin Ostřanský (FBC Ostrava, UHC Uster)[8]
- 2006/2007 – Pavel Kožušník (Torpedo Havířov)[7]
- 2007/2008 – Milan Fridrich (Tatran Střešovice)[10]
- 2008/2009 – Daniel Folta (1. SC Vítkovice)[11]
- 2009/2010 – Milan Fridrich (Tatran Střešovice)[12]
- 2010/2011 – Matěj Jendrišák (TJ JM Chodov)[13]
- 2011/2012 – Matěj Jendrišák (TJ JM Chodov)[14]
- 2012/2013 – Milan Tomašík (IBK Dalen)[15]
- 2013/2014 – Matěj Jendrišák (TJ JM Chodov)[16]
- 2014/2015 – Matěj Jendrišák (Linköping IBK)[17]
- 2015/2016 – Matěj Jendrišák (Linköping IBK)[18]
- 2016/2017 – Matěj Jendrišák (Linköping IBK)[19]
- 2017/2018 – Matěj Jendrišák (Linköping IBK)[20]
- 2018/2019 – Matěj Jendrišák (Linköping IBK)[21]
- 2019/2020 – Jiří Curney (Florbal MB)[1]
- 2020/2021 – Adam Delong (1. SC Vítkovice)[22]
- 2021/2022 – Marek Beneš (Tatran Střešovice)[23]
- 2022/2023 – Ondřej Němeček (Tatran Střešovice)[24]
- 2023/2024 – Marek Beneš (Tatran Střešovice)[4]
- 2024/2025 – Ondřej Němeček (Storvreta IBK)[25]

Vícenásobní vítězové: 8× Matěj Jendrišák, 3× Radim Cepek, 2× Martin Ostřanský, Milan Fridrich, Marek Beneš a Ondřej Němeček

### Florbalistka sezony

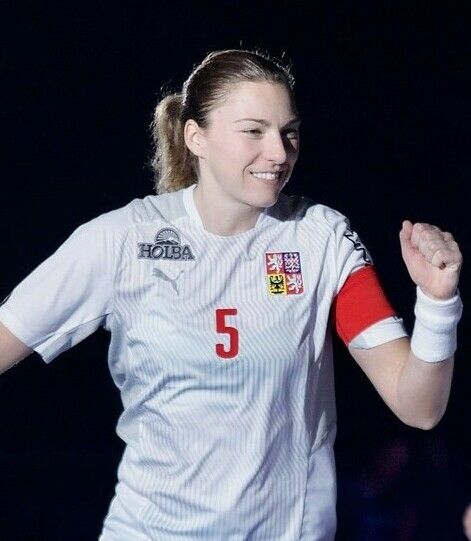
Osminásobná vítězka ankety Eliška Krupnová

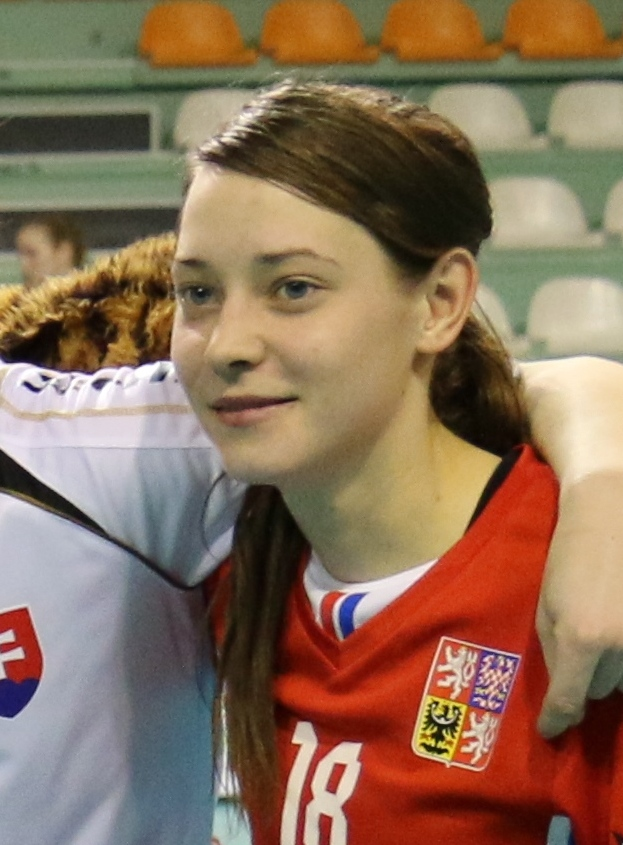
Vítězka ankety ze sezóny 2014/2015 Hana Sládečková

- 2001 – Radka Nečásková (FBC Liberec)[8]
- 2002 – Radka Nečásková (FBC Liberec)[9]
- 2003 – Kamila Bočanová (HFK Děkanka)[8]
- 2004 – Denisa Billá (Tatran Střešovice)[8]
- 2005 – Magdalena Šindelová (FBC Liberec, Tikkurilan Tiikerit)[8]
- 2006/2007 – Ilona Novotná (1. HFK Děkanka Praha)[7]
- 2007/2008 – Ilona Novotná (Děkanka Praha)[10]
- 2008/2009 – Ilona Novotná (Děkanka Praha)[11]
- 2009/2010 – Eliška Křížová (FbŠ Bohemians)[12]
- 2010/2011 – Magdalena Kotíková (Herbadent SJM Praha 11)[13]
- 2011/2012 – Jana Christianová (Red Ants Rychenberg Winterthur)[14]
- 2012/2013 – Denisa Billá (Herbadent SJM Praha 11)[15]
- 2013/2014 – Anet Jarolímová (Herbadent SJM Praha 11)[16]
- 2014/2015 – Hana Sládečková (1. SC Vítkovice)[17]
- 2015/2016 – Eliška Krupnová (Pixbo IBK)[18]
- 2016/2017 – Eliška Krupnová (Pixbo IBK)[19]
- 2017/2018 – Eliška Krupnová (Pixbo IBK)[20]
- 2018/2019 – Eliška Krupnová (Pixbo IBK)[21]
- 2019/2020 – Denisa Ratajová (Pixbo IBK)[1]
- 2020/2021 – Eliška Krupnová (Pixbo IBK)[22]
- 2021/2022 – Eliška Krupnová (Pixbo IBK)[23]
- 2022/2023 – Eliška Krupnová (Pixbo IBK)[24]
- 2023/2024 – Eliška Krupnová (Pixbo IBK)[4]
- 2024/2025 – Anna Brucháčková (Bulldogs Brno)[25]

Vícenásobné vítězky: 8× Eliška Krupnová, 3× Ilona Novotná, 2× Radka Nečásková, Magdalena Šindelová/Kotíková a Denisa Billá

### Nejužitečnější hráč Superligy florbalu

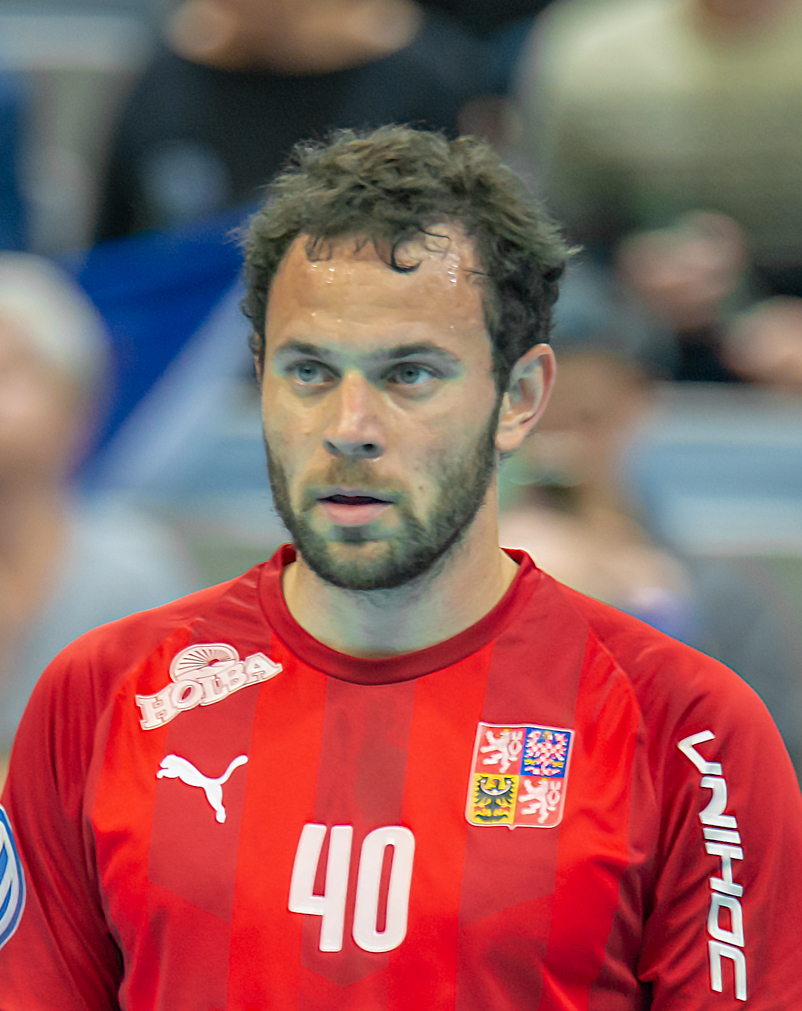
Šestinásobný vítěz ankety Jiří Curney

- 2001 – Radim Cepek (Tatran Střešovice)[26]
- 2002 – Daniel Folta (1. SC Vítkovice)[9]
- 2003 – Vladimír Fuchs (Tatran Střešovice)[26]
- 2004 – Martin Ostřanský (FBC Ostrava)[26]
- 2005 – Vladimír Fuchs (Tatran Střešovice)[8]
- 2006/2007 – Milan Fridrich (Tatran Střešovice)[7]
- 2007/2008 – Petr Skácel (FBC Ostrava)[10]
- 2008/2009 – Daniel Folta (1. SC Vítkovice)[11]
- 2009/2010 – Milan Fridrich (Tatran Střešovice)[12]
- 2010/2011 – Milan Tomašík (1. SC Vítkovice)[13]
- 2011/2012 – Matěj Jendrišák (TJ JM Chodov)[14]
- 2012/2013 – Patrik Suchánek (1. SC Vítkovice)[15]
- 2013/2014 – Martin Zozulák (Sokol Pardubice)[16]
- 2014/2015 – Jiří Curney (Florbal MB)[17]
- 2015/2016 – Jiří Curney (Florbal MB)[18]
- 2016/2017 – Jiří Curney (Florbal MB)[19]
- 2017/2018 – Lukáš Hájek (1. SC Vítkovice)[20]
- 2018/2019 – Jiří Curney (Florbal MB)[21]
- 2019/2020 – Jiří Curney (Florbal MB)[1]
- 2020/2021 – Adam Delong (1. SC Vítkovice)[22]
- 2021/2022 – Marek Beneš (Tatran Střešovice)[23]
- 2022/2023 – Marek Beneš (Tatran Střešovice)[24]
- 2023/2024 – Jiří Curney (AC Sparta Praha)[4]
- 2024/2025 – Vojtěch Wiener (FBC Liberec)[25]

Vícenásobní vítězové: 6× Jiří Curney, 2× Milan Fridrich a Marek Beneš

### Nejužitečnější hráčka Extraligy žen

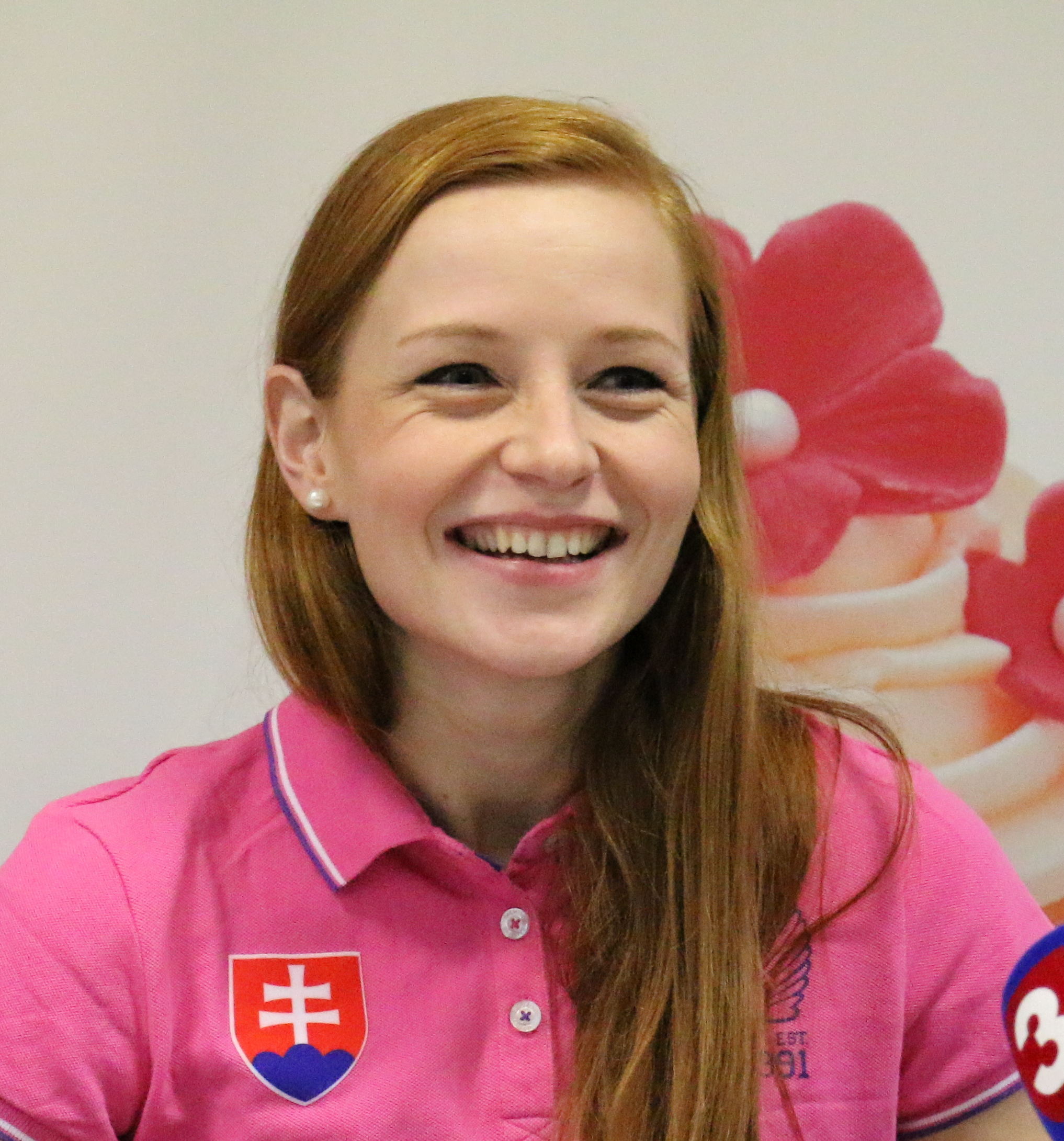
Dvojnásobná vítězka ankety Denisa Ferenčíková

- 2006/2007 – Ilona Novotná (1. HFK Děkanka Praha)[7]
- 2007/2008 – Dominika Šteglová (Děkanka Praha)[10]
- 2008/2009 – Ilona Novotná (Děkanka Praha)[11]
- 2009/2010 – Eliška Křížová (FbŠ Bohemians)[12]
- 2010/2011 – Adéla Bočanová (FbŠ Bohemians)[13]
- 2011/2012 – Zuzana Macurová (1. SC Vítkovice)[14]
- 2012/2013 – Denisa Billá (Herbadent SJM Praha 11)[15]
- 2013/2014 – Anet Jarolímová (Herbadent SJM Praha 11)[16]
- 2014/2015 – Hana Sládečková (1. SC Vítkovice)[17]
- 2015/2016 – Lucia Košturiaková (Herbadent Praha 11 SJM)[18]
- 2016/2017 – Denisa Ferenčíková (1. SC Vítkovice)[19]
- 2017/2018 – Denisa Ferenčíková (1. SC Vítkovice)[20]
- 2018/2019 – Martina Řepková (Florbal Chodov)[21]
- 2019/2020 – Gabriela Žůrková (Florbal Chodov)[1]
- 2020/2021 – Denisa Kotzurová (FBC Ostrava)[22]
- 2021/2022 – Michaela Mlejnková (FBC Ostrava)[23]
- 2022/2023 – Anna Brucháčková (Bulldogs Brno)[24]
- 2023/2024 – Anna Brucháčková (Bulldogs Brno)[4]
- 2024/2025 – Karolína Klubalová (FBC Liberec)[25]

Vícenásobné vítězky: 2× Ilona Novotná, Denisa Ferenčíková a Anna Brucháčková

### Brankář sezony

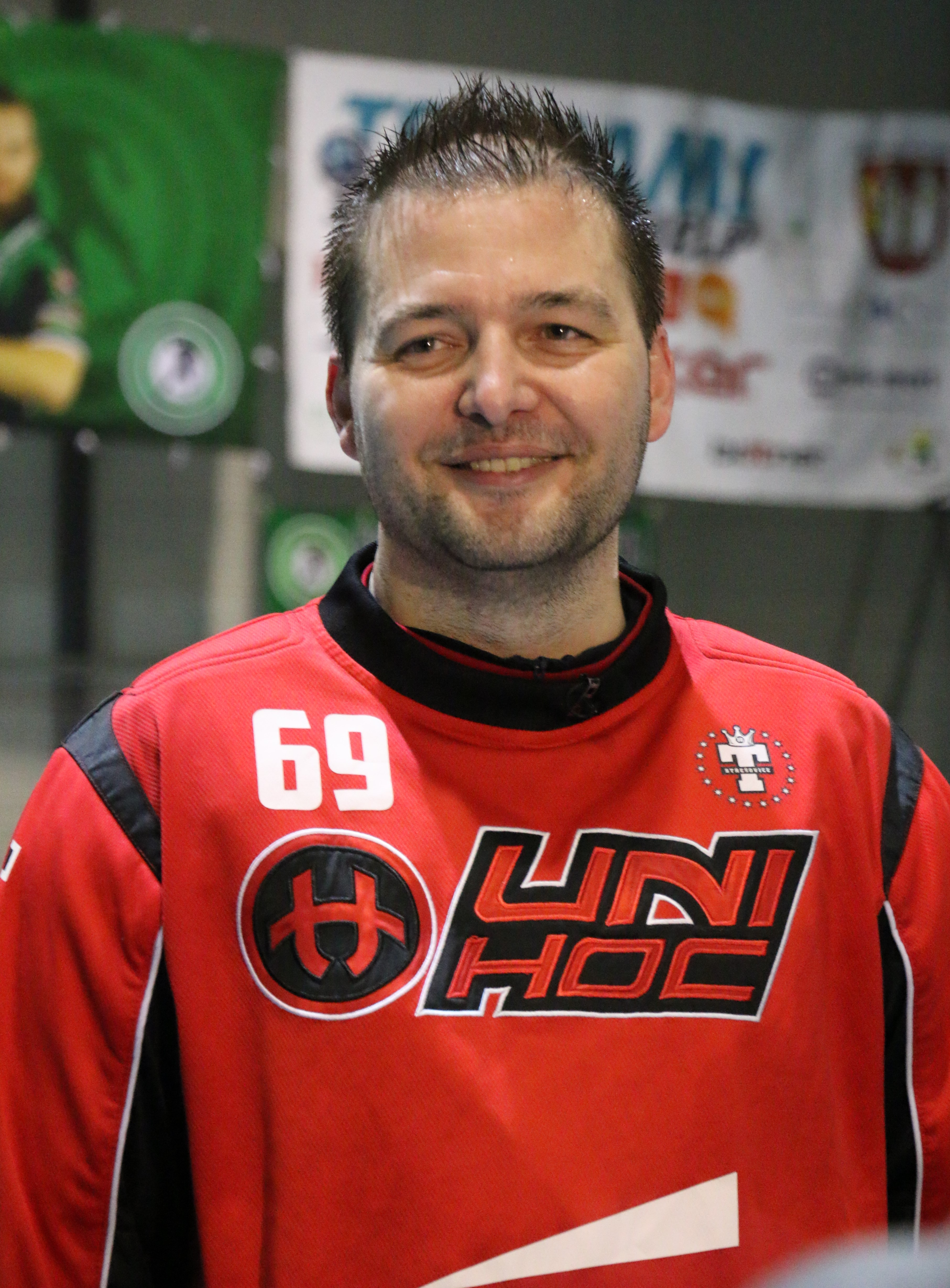
Desetinásobný vítěz ankety Tomáš Kafka

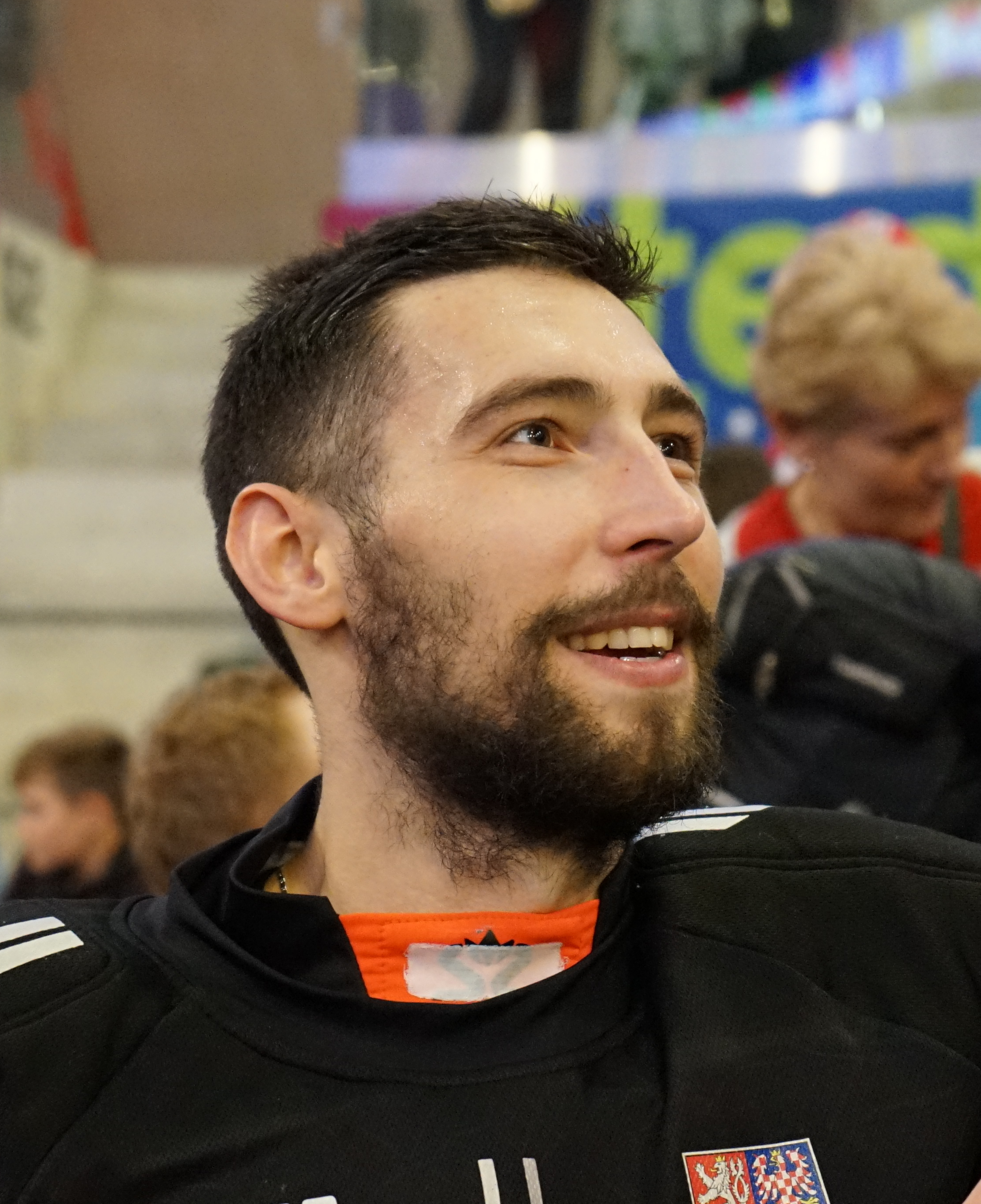
Pětinásobný vítěz ankety Lukáš Bauer

- 2001 – Tomáš Kafka (Tatran Střešovice)[7]
- 2002 – Tomáš Kafka (Tatran Střešovice)[9]
- 2003 – Tomáš Kafka (Tatran Střešovice)[7]
- 2004 – Tomáš Kafka (Tatran Střešovice)[7]
- 2005 – Tomáš Kafka (Tatran Střešovice)[8]
- 2006/2007 – Jiří Vochozka (Tatran Střešovice)[7]
- 2007/2008 – David Rytych (SSK Future)[10]
- 2008/2009 – Tomáš Kafka (Tatran Střešovice)[11]
- 2009/2010 – Tomáš Kafka (Tatran Střešovice)[12]
- 2010/2011 – David Rytych (Josba Joensuu)[13]
- 2011/2012 – David Rytych (SSV Helsinki)[14]
- 2012/2013 – Tomáš Kafka (Tatran Střešovice)[15]
- 2013/2014 – Tomáš Kafka (Tatran Střešovice)[16]
- 2014/2015 – Tomáš Kafka (Tatran Střešovice)[17]
- 2015/2016 – David Rytych (Florbal MB)[18]
- 2016/2017 – Lukáš Bauer (Florbal MB)[27]
- 2017/2018 – Lukáš Souček (1. SC Vítkovice)[20]
- 2018/2019 – Lukáš Souček (1. SC Vítkovice)[21]
- 2019/2020 – Lukáš Bauer (Florbal MB)[1]
- 2020/2021 – Lukáš Bauer (Florbal MB)[22]
- 2021/2022 – Lukáš Bauer (Florbal MB)[23]
- 2022/2023 – Lukáš Bauer (Florbal MB)[24]
- 2023/2024 – Tomáš Jurco (Tatran Střešovice)[4]
- 2024/2025 – Tomáš Jurco (Tatran Střešovice)[25]

Vícenásobní vítězové: 10× Tomáš Kafka, 5× Lukáš Bauer, 4× David Rytych, 2× Lukáš Souček a Tomáš Jurco

### Brankářka sezony

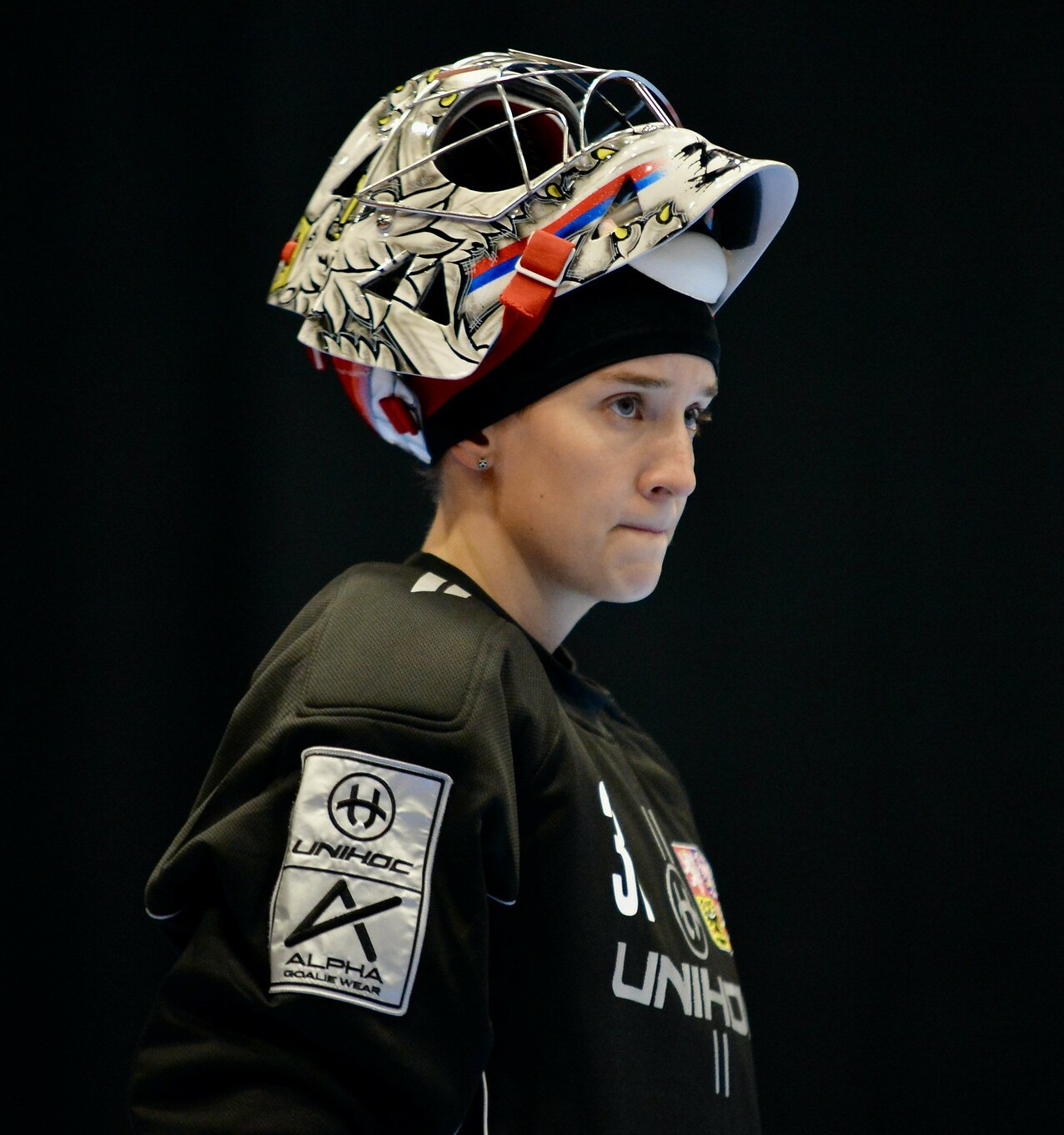
Desetinásobná vítězka ankety Jana Christianová

- 2005 – Hana Váňová (Tatran Střešovice)[8]
- 2006/2007 – Hana Váňová (1. HFK Děkanka Praha)[7]
- 2007/2008 – Hana Váňová (1. HFK Děkanka Praha)[10]
- 2008/2009 – Hana Váňová (1. HFK Děkanka Praha)[11]
- 2009/2010 – Jana Christianová (Porvoon Salibandyseura PSS)[12]
- 2010/2011 – Jana Christianová (Red Ants Rychenberg Winterthur)[13]
- 2011/2012 – Jana Christianová (Red Ants Rychenberg Winterthur)[14]
- 2012/2013 – Lenka Kubíčková (1. SC Vítkovice)[15]
- 2013/2014 – Jana Christianová (FbŠ Bohemians)[16]
- 2014/2015 – Lenka Kubíčková (1. SC Vítkovice)[17]
- 2015/2016 – Lenka Kubíčková (1. SC Vítkovice, KAIS Mora IF)[18]
- 2016/2017 – Jana Christianová (Tigers FK Jižní Město)[28]
- 2017/2018 – Jana Christianová (Tigers FK Jižní Město)[20]
- 2018/2019 – Nikola Příleská (1. SC Vítkovice)[21]
- 2019/2020 – Jana Christianová (Florbal Chodov)[1]
- 2020/2021 – Hana Ranochová (Florbal Chodov)[22]
- 2021/2022 – Jana Christianová (Florbal Chodov)[23]
- 2022/2023 – Jana Christianová (Florbal Chodov)[24]
- 2023/2024 – Jana Christianová (Florbal Chodov)[4]
- 2024/2025 – Nikola Příleská (1. SC Vítkovice)[25]

Vícenásobné vítězky: 10× Jana Christianová, 4× Hana Váňová, 3× Lenka Kubíčková, 2× Nikola Příleská

### Junior sezony

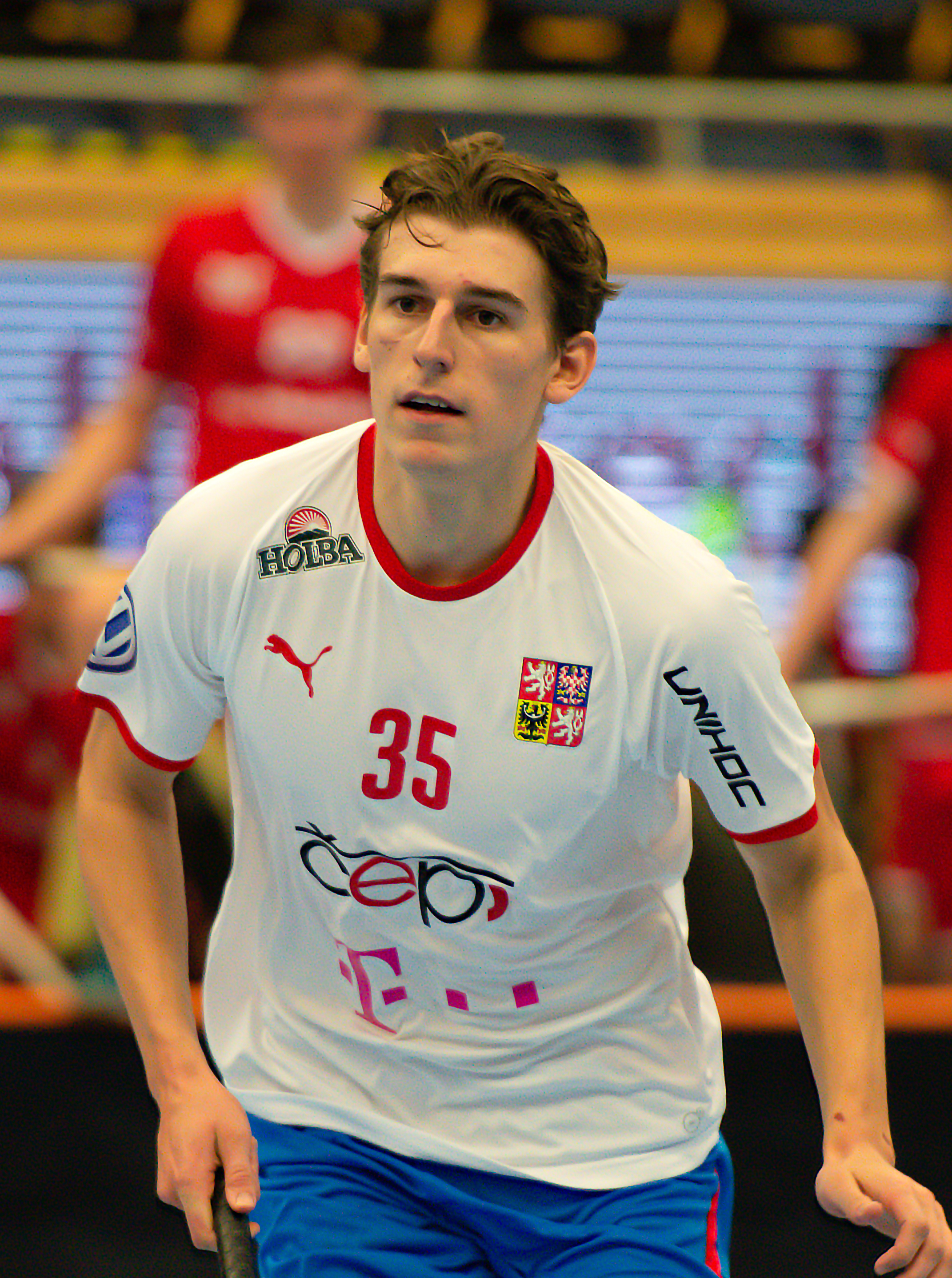
Dvojnásobný vítěz ankety Marek Beneš

- 2001 – Michal Kotlas (TJ Sokol Havlíčkův Brod, Bulldogs Brno)[26]
- 2002 – Vojtěch Skalík (Torpedo Havířov)[9]
- 2003 – Vojtěch Skalík (Torpedo Havířov)[26]
- 2004 – Martin Vladař (1. SC Vítkovice)[26]
- 2005 – Tomáš Sladký (1. SC Vítkovice)[8]
- 2006/2007 – Daniel Šebek (SSK Future)[7]
- 2007/2008 – Daniel Šebek (SSK Future)[10]
- 2008/2009 – Adam Štegl (Tatran Střešovice)[11]
- 2009/2010 – Tom Ondrušek (Bulldogs Brno)[29]
- 2010/2011 – Tom Ondrušek (Tatran Střešovice)[13]
- 2011/2012 – Marek Vávra (Tatran Střešovice)[14]
- 2012/2013 – Tadeáš Chroust (SSK Future)[15]
- 2013/2014 – Adam Delong (Torpedo Havířov)[16]
- 2014/2015 – Marek Beneš (Tatran Střešovice)[17]
- 2015/2016 – Marek Beneš (Tatran Střešovice)[18]
- 2016/2017 – Ondřej Němeček (Tatran Střešovice)[30]
- 2017/2018 – Filip Langer (Tatran Střešovice, Pixbo IBK)[20]
- 2018/2019 – Filip Langer (Tatran Střešovice)[21]
- 2019/2020 – Filip Forman (FbŠ Bohemians)[1]
- 2020/2021 – Filip Forman (FbŠ Bohemians)[22]
- 2021/2022 – Šimon Stránský (FBC Liberec)[23]
- 2022/2023 – Adam Zubek (1. SC Vítkovice)[24]
- 2023/2024 – Jakub Vařecha (Florbal MB)[4]
- 2024/2025 – Jakub Vařecha (Florbal MB)[25]

Vícenásobní vítězové: 2× Vojtěch Skalík, Daniel Šebek, Tom Ondrušek, Marek Beneš, Filip Langer, Filip Forman a Jakub Vařecha

### Juniorka sezony

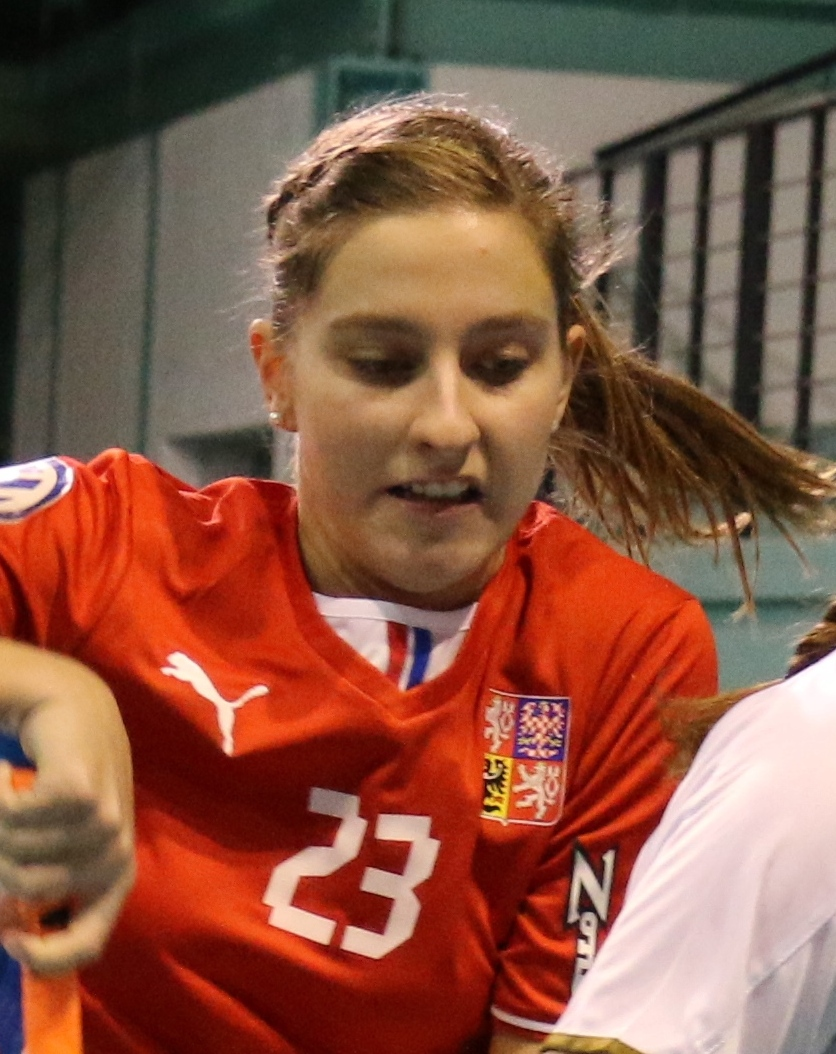
Dvojnásobná vítězka ankety Adéla Bočanová

- 2006/2007 – Kristýna Jílková (1. HFK Děkanka Praha)[7]
- 2007/2008 – Dominika Šteglová (Děkanka Praha)[10]
- 2008/2009 – Martina Čapková (SSK Future)[11]
- 2009/2010 – Tereza Urbánková (1. SC Vítkovice)[29]
- 2010/2011 – Adéla Bočanová (FbŠ Bohemians)[13]
- 2011/2012 – Adéla Bočanová (FbŠ Bohemians)[14]
- 2012/2013 – Michaela Mlejnková (FBC Liberec)[15]
- 2013/2014 – Gabriela Tožičková (TJ JM Chodov)[16]
- 2014/2015 – Adéla Pantělejevová (FBS Olomouc)[17]
- 2015/2016 – Lucie Pilíková (Herbadent Praha 11 SJM)[18]
- 2016/2017 – Nela Jiráková (Florbal Chodov)[31]
- 2017/2018 – Nela Jiráková (Florbal Chodov)[20]
- 2018/2019 – Eliška Chudá (Tigers Jižní Město)[21]
- 2019/2020 – Michaela Kubečková (1. SC Vítkovice)[1]
- 2020/2021 – Michaela Kubečková (1. SC Vítkovice)[22]
- 2021/2022 – Vendula Maroszová (1. SC Vítkovice)[23]
- 2022/2023 – Anna Brucháčková (Bulldogs Brno)[24]
- 2023/2024 – Anna Brucháčková (Bulldogs Brno)[4]
- 2024/2025 – Karolína Klubalová (FBC Liberec)[25]

Vícenásobné vítězky: 2× Adéla Bočanová, Nela Jiráková, Michaela Kubečková a Anna Brucháčková

### Trenér/ka sezony kategorie mužů

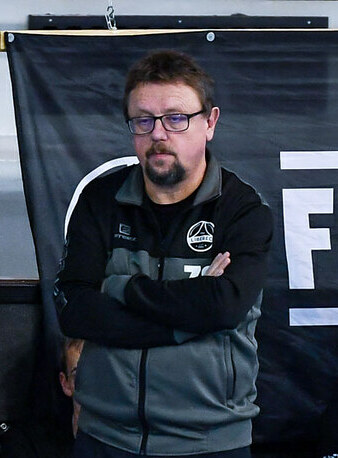
Šestinásobný vítěz ankety Zdeněk Skružný

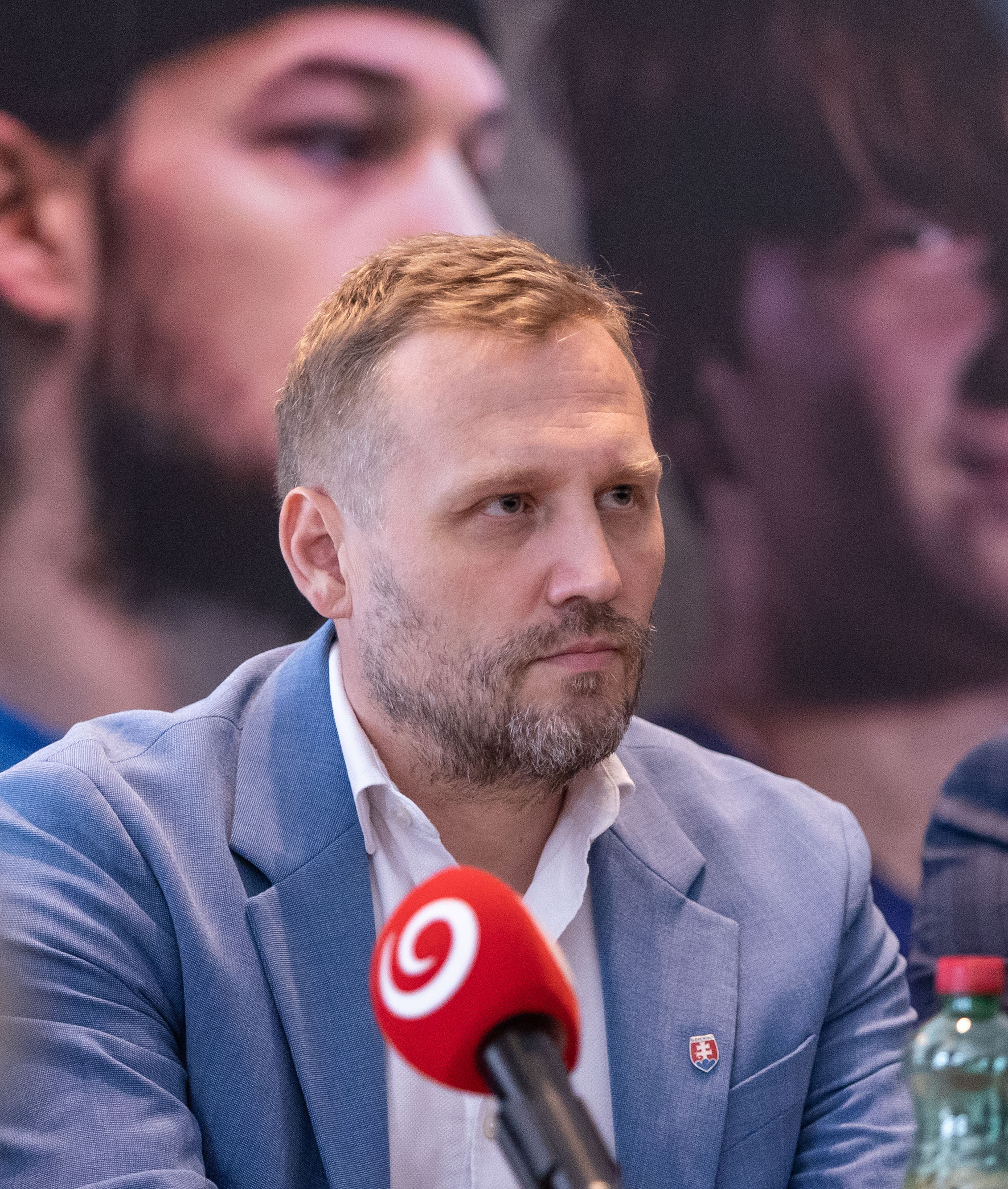
Čtyřnásobný vítěz ankety Radomír Mrázek

- 2001 – Zdeněk Skružný (Tatran Střešovice, reprezentace)[8]
- 2002 – Zdeněk Skružný (Tatran Střešovice, reprezentace)[9]
- 2003 – Zdeněk Skružný (Tatran Střešovice, reprezentace)[8]
- 2004 – Zdeněk Skružný (Tatran Střešovice, reprezentace)[8]
- 2005 – Zdeněk Skružný (Tatran Střešovice, reprezentace)[8]
- 2006/2007 – Zdeněk Skružný (Loviisan Tor, reprezentace)[7]
- 2007/2008 – Petr Ďarmek (Tatran Střešovice)[10]
- 2008/2009 – Radomír Mrázek (1. SC Vítkovice)[11]
- 2009/2010 – Radomír Mrázek (1. SC Vítkovice)[12]
- 2010/2011 – Martin Smeták (FBC Ostrava)[13]
- 2011/2012 – Radomír Mrázek (1. SC Vítkovice)[14]
- 2012/2013 – Radomír Mrázek (1. SC Vítkovice)[15]
- 2013/2014 – Michal Jedlička (FbŠ Bohemians, reprezentace žen)[16]
- 2014/2015 – Jiří Jakoubek (1. SC Vítkovice)[17]

- 2015/2016 – David Podhráský (Florbal Chodov)[18]
- 2016/2017 – David Podhráský (Florbal Chodov)[32]
- 2017/2018 – Pavel Brus (1. SC Vítkovice)[20]
- 2018/2019 – Pavel Brus (1. SC Vítkovice)[21]
- 2019/2020 – Pavel Brus (1. SC Vítkovice)[1]
- 2020/2021 – Pavel Brus (1. SC Vítkovice)[22]
- 2021/2022 – Milan Fridrich (Tatran Střešovice)[23]
- 2022/2023 – Milan Fridrich (Tatran Střešovice)[24]
- 2023/2024 – Milan Fridrich (Tatran Střešovice)[4]
- 2024/2025 – Michal Jedlička (FbŠ Bohemians)[25]

Vícenásobní vítězové: 6× Zdeněk Skružný, 4× Radomír Mrázek a Pavel Brus, 3× Milan Fridrich, 2× David Podhráský
Do sezony 2014/2015 seznam obsahuje držitele ocenění Trenér sezóny.

### Trenér/ka sezony kategorie žen

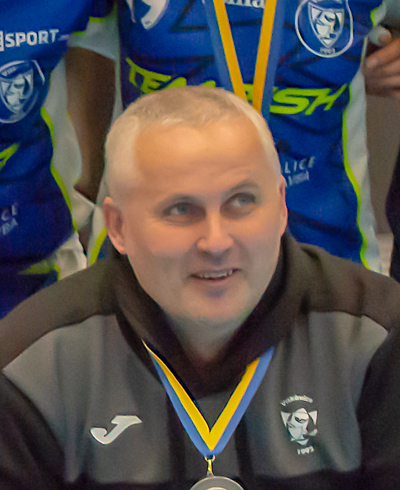
Trojnásobný vítěz ankety Tomáš Martiník

- 2012/2013 – Markéta Šteglová (Herbadent SJM Praha 11)[15]
- 2013/2014 – Michaela Marešová (TJ JM Chodov)[16]
- 2014/2015 – Michaela Marešová (TJ JM Chodov)[17]

- 2015/2016 – Michaela Marešová (Florbal Chodov)[18]
- 2016/2017 – Jiří Velecký (1. SC Vítkovice)[33]
- 2017/2018 – Michaela Marešová (Florbal Chodov)[20]
- 2018/2019 – Tomáš Martiník (1. SC Vítkovice)[21]
- 2019/2020 – Tomáš Martiník (1. SC Vítkovice)[1]
- 2020/2021 – Tomáš Martiník (1. SC Vítkovice)[22]
- 2021/2022 – Lukáš Procházka (Florbal Chodov)[23]
- 2022/2023 – Jakub Robenek (FBC Ostrava)[24]
- 2023/2024 – Lukáš Procházka (reprezentace)[4]
- 2024/2025 – Vladimír Fuchs (Tatran Střešovice)[25]

Vícenásobní vítězové: 4× Michaela Marešová, 3× Tomáš Martiník, 2× Lukáš Procházka
Do sezony 2014/2015 seznam obsahuje držitele ocenění Trenérka sezóny.

### Rozhodčí
- 2001 – Petr Černý a Jiří Janoušek[8]
- 2002 – Petr Černý a Jiří Janoušek[9]
- 2003 – Petr Černý a Jiří Janoušek[8]
- 2004 – Petr Černý a Jiří Janoušek[8]
- 2005 – Petr Černý a Jiří Janoušek[8]

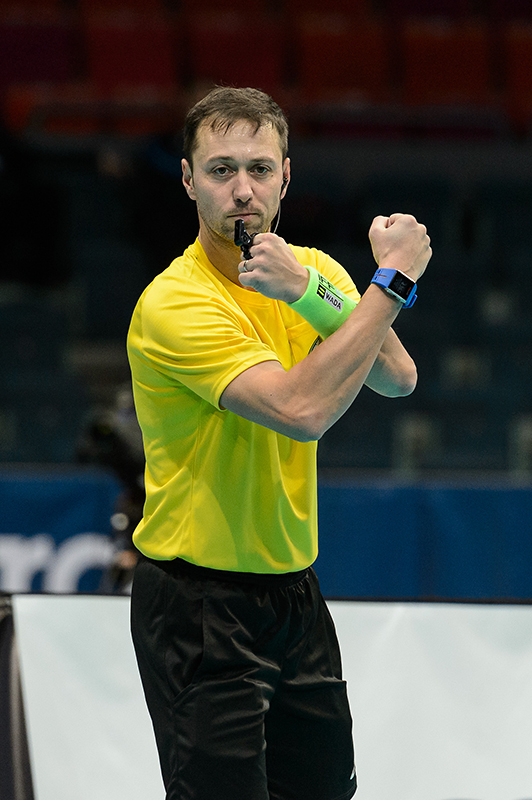
Šestnáctinásobný vítěz ankety Petr Černý

- 2006/2007 – Ondřej Vašíček a Marek Nováček[7]
- 2007/2008 – Ondřej Vašíček a Marek Nováček[10]
- 2008/2009 – Petr Černý a Jiří Janoušek[6]
- 2009/2010 – Petr Černý a Jiří Janoušek[6]
- 2010/2011 – Petr Černý a Jiří Janoušek[6]
- 2011/2012 – Petr Černý a Jiří Janoušek[6]
- 2012/2013 – Petr Černý a Jiří Janoušek[6]
- 2013/2014 – Petr Černý a Jiří Janoušek[6]
- 2014/2015 – Petr Černý a Jiří Janoušek[6]
- 2015/2016 – Petr Černý a Jiří Janoušek[6]
- 2016/2017 – Petr Černý a Jiří Janoušek[6]
- 2017/2018 – Petr Černý a Jiří Janoušek[6]
- 2018/2019 – Petr Černý a Jiří Janoušek[6]
- 2019/2020 – Kamil Sojka a Tomáš Sojka[1]
- 2020/2021 – Kamil Sojka a Tomáš Sojka[22]
- 2021/2022 – Libor Gavlas a Lukáš Mikula[23]
- 2022/2023 – Jakub Furmánek a Vlastimil Šolc[24]
- 2023/2024 – Tomáš Kostinek a Martin Reichelt[4]
- 2024/2025 – Tomáš Kostinek a Martin Reichelt[25]

Vícenásobní vítězové: 16× Petr Černý a Jiří Janoušek, 2× Ondřej Vašíček a Marek Nováček, Kamil Sojka a Tomáš Sojka, Tomáš Kostinek a Martin Reichelt

### Hvězda sezóny (muži)
- 2001 – Radim Cepek
- 2002 – Radim Cepek
- 2003 – Radim Cepek
- 2004 – Martin Ostřanský
- 2005 – Martin Ostřanský[8]
- 2006/2007 – Martin Ostřanský[7]
- 2007/2008 – Petr Skácel[10]
- 2008/2009 – Aleš Zálesný

- 2017/2018 – Matěj Jendrišák
- 2018/2019 – Filip Langer[21]
- 2019/2020 – Filip Langer[1]
- 2020/2021 – Filip Langer[22]
- 2021/2022 – Filip Langer[23]
- 2022/2023 – Filip Langer[24]
- 2023/2024 – Marek Beneš[4]
- 2024/2025 – Filip Langer[25]

Vícenásobní vítězové: 6× Filip Langer, 3× Radim Cepek a 2× Martin Ostřanský

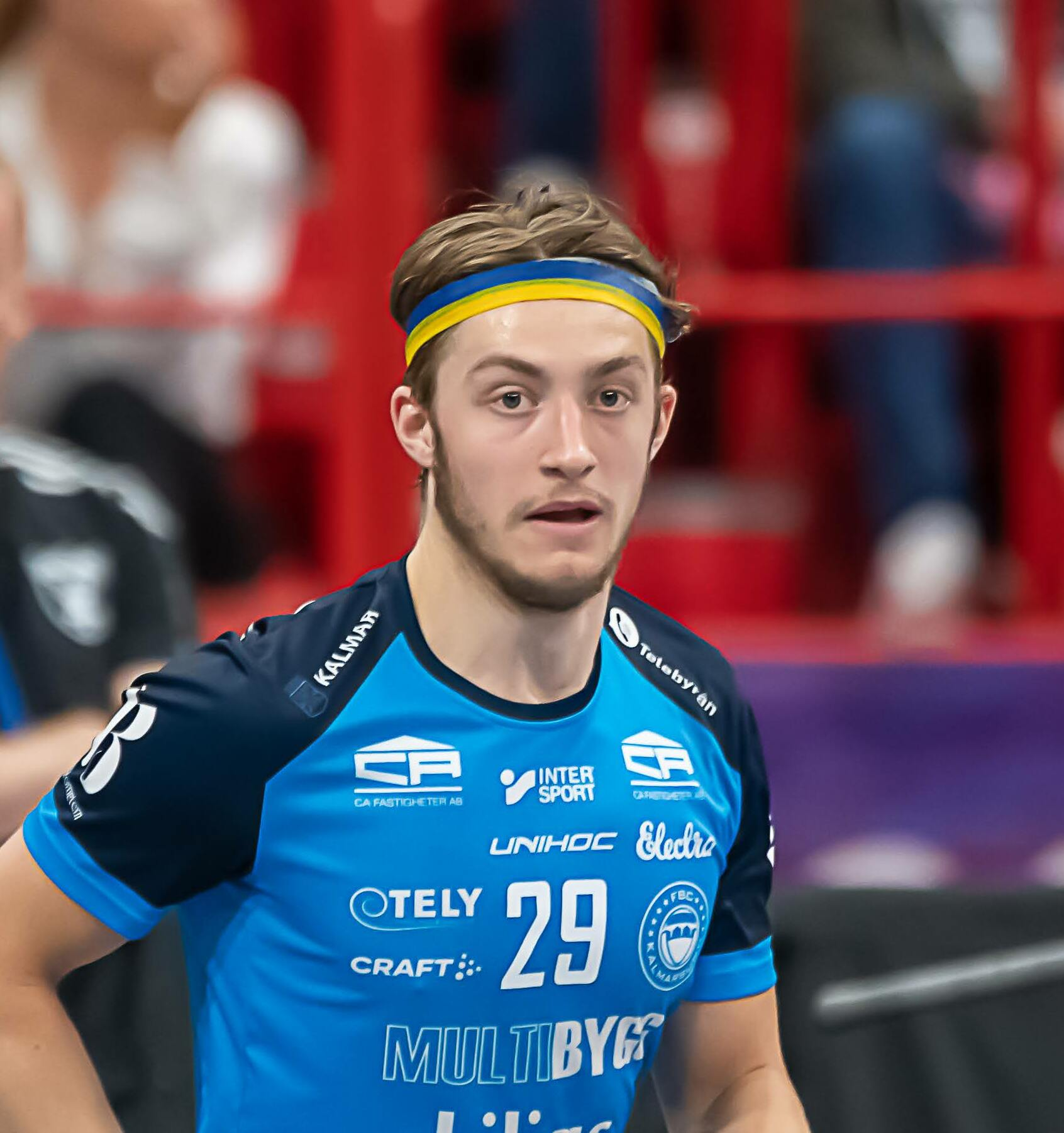
Šestinásobný vítěz ankety Filip Langer

Do sezóny 2008/2009 seznam obsahuje vítěze Čtenářské ankety Florbalista sezony.

### Hvězda sezóny (ženy)
- 2005 – Denisa Billá[8]
- 2006/2007 – Ilona Novotná[7]
- 2007/2008 – Dominika Šteglová[10]
- 2008/2009 – Ilona Novotná

- 2017/2018 – Nela Jiráková
- 2018/2019 – Martina Řepková[21]
- 2019/2020 – Martina Řepková[1]
- 2020/2021 – Eliška Krupnová[22]

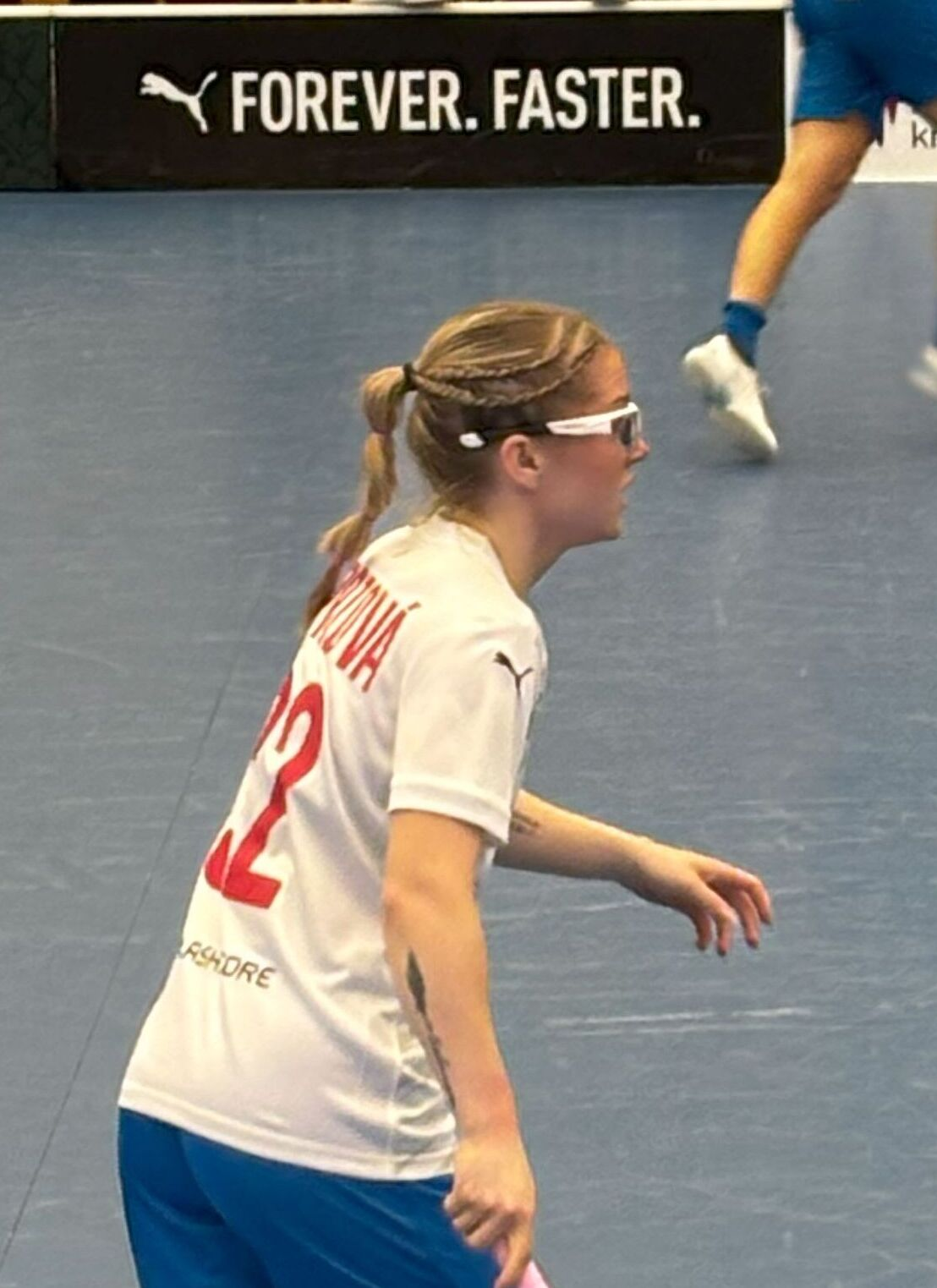
Čtyřnásobná vítězka ankety Vanessa Rebecca Keprtová

- 2021/2022 – Vanessa Rebecca Keprtová[23]
- 2022/2023 – Vanessa Rebecca Keprtová[24]
- 2023/2024 – Vanessa Rebecca Keprtová[4]
- 2024/2025 – Vanessa Rebecca Keprtová[25]

Vícenásobní vítězové: 4× Vanessa Rebecca Keprtová, 2× Ilona Novotná a Martina Řepková
Do sezóny 2008/2009 seznam obsahuje vítězky Čtenářské ankety Florbalistka sezony.